# Mahora
Mahora é um município da Espanha na província de Albacete, comunidade autónoma de Castilla-La Mancha, de área 109 km² com população de 1379 habitantes (2004) e densidade populacional de 12,58 hab/km².

## Demografia
| Variação demográfica do município entre 1991 e 2004 | Variação demográfica do município entre 1991 e 2004 | Variação demográfica do município entre 1991 e 2004 | Variação demográfica do município entre 1991 e 2004 |
| --------------------------------------------------- | --------------------------------------------------- | --------------------------------------------------- | --------------------------------------------------- |
| 1991                                                | 1996                                                | 2001                                                | 2004                                                |
| 1373                                                | 1397                                                | 1347                                                | 1361                                                |